# Xerolirion divaricata
Xerolirion divaricata là một loài thực vật có hoa trong họ Măng tây. Loài này được A.S.George miêu tả khoa học đầu tiên năm 1986.